# Контрафакт (музыка)
Контрафа́кт, также контрафа́кция (от англ. contrafact, contrafaction) — новая музыкальная пьеса, созданная на основе существующей.
Контрафакты распространены в джазе и чаще всего создаются путём наложения новой мелодии на известную и хорошо узнаваемую гармоническую структуру другого произведения.
В качестве средства композиции контрафакция была особенно важной в 1930—1940-е годы при развитии джазового стиля бибоп, поскольку позволяла создавать новые допускающие импровизацию пьесы для исполнения и записи без нарушения авторских прав, которые могут относиться лишь к мелодии, но не к гармонической основе пьесы.
Контрафакцию следует отличать от музыкального цитирования и реминисценции (которые могут касаться ритма или мелодии прямо или косвенно цитируемого произведения), используемых в различных, как академических, так и неакадемических жанрах музыки.

## Примеры
Широко известны такие примеры контрафактов, как пьеса «Donna Lee» Чарли Паркера и Майлза Дэвиса, использующая смену аккордов традиционного джазового стандарта «Back Home Again in Indiana», и «Groovin' High» Диззи Гиллеспи, заимствующая аккордовые ходы песни «Whispering» (исполненной в 1920 году оркестром Пола Уайтмена).
Пьеса Джорджа Гершвина «I Got Rhythm» оказалась особенно подверженной контрафакционной рекомпозиции, так что по популярности среди джазовых композиторов с «Ритмическими ходами» («Rhythm changes» — так часто называют гармоническую структуру этой пьесы) может сравниться только гармония традиционного 12-тактового блюза.